# 本郷村 (兵庫県)
本郷村（ほんごうむら）は、兵庫県氷上郡にあった村。現在の丹波市氷上町の南東部にあたる。

## 地理
- 山岳 ： 霧山
- 河川 ： 加古川、柏原川

## 歴史
- 1889年（明治22年）4月1日 - 町村制の施行により、横田村・市部村・本郷村・稲継村の区域をもって発足。
- 1907年（明治40年）12月1日 - 石生村と合併して生郷村が発足。同日本郷村廃止。

## 交通

### 道路
- 国道175号